# Guerguerat
Guerguerat (àrab: الكركرات, al-Gargarāt; amazic estàndard marroquí: ⴳⵔⵉⴳⵔⴰⵜ, Grigrat) és una localitat fronterera a l'extrem sud del Sàhara Occidental sota control marroquí, que l'ha integrada en la província d'Auserd, a la regió de Dakhla-Oued Ed-Dahab. Segons el cens de 2014 tenia una població total de 28 persones Es troba davant Güera al peu del mur marroquí, la línia d'alto el foc entre la República Àrab Sahrauí Democràtica i el Marroc. Més enllà, cap al sud, la terra de ningú (segons el punt de vista del Marroc) o la República Sahrauí (segons l'opinió del Front Polisario) de 3 a 6 km abans d'arribar Mauritània. Es troba a la vora del pas fronterer situat a Bir Guenduz, que es troba 60 km a l'est. Des de l'any 2005, hi ha algunes botigues, un restaurant i un hotel. La línia divisòria entre el Sàhara Occidental i Mauritània es troba més al sud, a pocs quilòmetres.
Pel gener del 2015 el Polisario va establir una presencia militar a la costa prop de Güera, però aparentment no es va dur a terme el control de passaports de les persones que transiten a Mauritània. A final de 2016, s'hi va produir una escalada de tensió a la regió, entre les tropes marroquines i l'Exèrcit d'Alliberament Sahrauí que va acabar amb la recuperació del territori íntegrament per part de les tropes sahrauís el dia 20 de novembre.